# Robert Fayrfax
Robert Fayrfax (Deeping Gate, 23 april 1464 — Londen (?), 24 oktober 1521) was een Engels componist uit de vroege Renaissance.
Noch over Fayrfax' jeugd, noch over zijn privéleven is veel bekend, alhoewel hij als een van de belangrijkste componisten van zijn tijd wordt beschouwd; ongetwijfeld behoort zijn werk tot het populairste uit de tijd van de vroege 16de eeuw. Fayrfax geldt als een van de sleutelfiguren uit de generatie van Cornysh en de jonge Taverner, een tijd waarin de middeleeuwse ornamenteringsstijl langzaam werd losgelaten om plaats te maken voor het persoonlijk experiment van de componist. Het belang van Fayrfax mag blijken uit de vele kopieën die lang na zijn dood nog van zijn werk werden gemaakt. Zoals gebruikelijk voor vooraanstaande Engelse componisten werd Fayrfax een Gentleman van de Chapel Royal: dit gebeurde in 1497. Hij studeerde muziek, zowel in Cambridge als in Oxford; in 1504 promoveerde hij te Cambridge tot doctor in de muziek, en in 1511 te Oxford. Hij genoot een reputatie als een goed zanger en zong op de begrafenissen van een aantal prinsen en koningen, onder wie Hendrik VII. Ook zong hij op de kroning van Hendrik VIII, bij wie hij in de gunst stond en die hem financieel ondersteunde. Fayrfax ontving gedurende zijn latere leven gigantische vergoedingen voor zijn diensten, en hij werd tot een van de ridders van het kasteel van Windsor benoemd — op die manier ontving hij drie salarissen: een pensioen van de koning, een loon voor zijn activiteiten aan de Chapel Royal en een levenslange vergoeding als ridder. Waarschijnlijk werkte hij daarnaast ook nog in St Alban's Abbey, waar hij begraven werd.
Fayrfax heeft een relatief groot nalatenschap; daar zijn werk zo populair was, is er veel van bewaard gebleven, onder andere in het Koorboek van Eton. Het omvat missen, antifonen, verscheidene toonzettingen van religieuze teksten en een aantal seculiere liederen, alsmede blokfluitwerk. De Missa O quam Glorifica was zijn doctoraatswerk voor Cambridge: de mis is melodisch buitengewoon ingewikkeld. Zijn profane liederen moeten aan het hof van het Huis Tudor wijd gecirculeerd hebben. Fayrfax combineerde graag verschillende ritmes.
Het was pas in de late 20e eeuw dat het werk van Fayrfax weer aandacht kreeg; het behoort allicht niet tot het toegankelijkste Renaissancerepertoire. Desalniettemin heeft Doctor Fayrfax een aanzienlijke invloed uitgeoefend op de Engelse Renaissancecomponisten die hem navolgden; ook Tallis toont in sommige werken, door Fayrfax geïnspireerd te zijn.
- Biblioteca Nacional de España: XX1666685
- Bibliothèque nationale de France: cb14834701z (data)
- Gemeinsame Normdatei: 119055473
- International Standard Name Identifier: 0000 0001 0887 1386
- Library of Congress Control Number: n84041992
- MusicBrainz: 33e7a293-5f17-4253-a85d-dfd690bc8b56
- Nationale Bibliotheek van Tsjechië: xx0081517
- Nationale Bibliotheek van Israël: 987007277215305171
- Nederlandse Thesaurus van Auteursnamen: 096417498
- Istituto Centrale per il Catalogo Unico: LO1V153343
- SNAC: w60z7z15
- Système universitaire de documentation: 077861396
- Trove: 837912
- Virtual International Authority File: 34722466
- WorldCat: E39PBJqbhCMmMgjRWgDcKMDpfq